# Лепанова, Клавдия Сергеевна
Клавдия Сергеевна Лепанова (2 апреля 1923, Москва — 24 февраля 1975, Москва) — советская актриса театра, кино и озвучивания. 

## Биография
Родилась 2 апреля 1923 года в Москве в многодетной семье в семье отца, который трудился на заводе «Серп и молот» и матери, которая являлась домашней хозяйкой. В доме воспитывалось шестеро детей. 
С 1930 года начала учиться в 405-й московской школе, которую окончила в 1940 году. После окончания, Лепанова сразу же с первой попытки сумела поступить на актёрский факультет ВГИКа. С началом Великой Отечественной войны их институт был эвакуирован в Алма-Ату, после чего пришлось на некоторое время прервать учёбы и освоить новые для себя специальности, по которым работала. 
После репатриации ВГИКа в Москву, в 1943 году Лепанова вернулась к актёрской деятельности. В 1947 году получила диплом и уехала на восемь месяцев в Будапешт Венгрии, после чего у Лепановой был большой перерыв в творческой карьере. По возвращении на родину в 1948 году, Лепанова поступила в состав киностудии «Мосфильм» и Театра-студии киноактёра. В 1957 году Театр-студию киноактёра ликвидировали и Лепанова перевелась в актёрский штат Киностудии имени М. Горького. Играла не только театральные роли и снималась в кино, но и участвовала в дубляже. 
Скончалась 24 февраля 1975 года на 52 году жизни в Москве по причине рака лёгких. Похоронена на Калитниковском кладбище. 

## Личная жизнь
- Была замужем за спортсменом Юрием Александровичем Шляпиным (1932—2009)[1].

## Фильмография
- 1946 — Во имя жизни — Лена Погодина
- 1951 — Тарас Шевченко — жена Чернышевского
- 1954 — «Богатырь» идёт в Марто — Анна Велехова
- 1954 — Верные друзья — участие
- 1955 — Снег — Анна Петровна
- 1956 — Урок истории — участие
- 1957 — Хождение за три моря — участие
- 1958 — Капитанская дочка — участие
- 1958 — Память сердца — Эйлин
- 1958 — Твёрдый характер — мама
- 1958 — Человек с планеты Земля — участие
- 1962 — Мой младший брат — Анна Кораблёва, актриса
- 1962 — На семи ветрах — Клава, медсестра
- 1963 — Большие и маленькие — Зинаида Михайловна
- 1963 — Им покоряется небо — конструктор
- 1964 — Лёгкая жизнь — клиентка химчистки
- 1964 — Обыкновенное чудо — Аманда
- 1968 — Доживём до понедельника — Клавдия Сергеевна, учительница
- 1969 — Десять зим за одно лето — мать Тодарикэ
- 1969 — Чайковский — дама в церкви

## Оценочные мнения
- Было сказано Алексеем Тремасовым о том, что когда Лепанова поступила на актёрский факультет ВГИКа, то она как будто бы была созданная для экрана – красивая, статная, которая с удовольствием начинала постигать азы профессии киноактрисы[1].
- Со слов киноведа Алексея Тремасова, после получения предложения от Александра Зархи и Иосифа Хейфица сыграть главную роль в их фильме «Во имя жизни», то Лепанова была этому безмерно счастлива[1]. Также по мнению Тремасова было сказано, что результат того стоил и киноактриса с отличием справилась с образом такой же молодой, падающей надежды артистки Лены Погодиной[1]. В исполнении Лепановой она получилась очень чувственной, порывистой, привлекающей к себе внимание своей женской манкостью и красотой[1].
- По мнению Алексея Тремасова, ожидаемой востребованности у Клавдии Лепановой так и не случилось, но на экране она появлялась в небольших ролях, но, как правило, в хороших фильмах и у хороших режиссёров[1].